# Fontana della Barcaccia
Fontana della Barcaccia je fontana u Rimu, smještena na Španjolskom trgu podno Španjolskih stuba. Fontanu je sagradio kipar Pietro Bernini (1627. – 1629).
Fontana je napravljena u obliku nasukanog broda napunjenog vodom. Barcaccia znači orprilike "bezvrijedan brod". Prema tradiciji fontana je napravljena u znak sjećanja na poplavu Tibera 1598., kada je na tom mjestu, nakon povlačenja vode, ostao nasukan brodić. Stilski je fontana izvedena u duhu kasnog manirizma, s preuveličanim dimenzijama. 
Pčele i sunce, ukrasi kojim je ukrašena fontana, preuzeti su iz grba pape Urbana VIII. koji je bio naručitelj radova. 
Fontana della Barcaccia je omiljeno mjesto sastanka u Rimu.

## Vanjske poveznice
|  | Zajednički poslužitelj ima još gradiva o temi Fontana della Barcaccia |